# Filet de palissage
 (août 2017).
Si vous disposez d'ouvrages ou d'articles de référence ou si vous connaissez des sites web de qualité traitant du thème abordé ici, merci de compléter l'article en donnant les références utiles à sa vérifiabilité et en les liant à la section « Notes et références ».
Un filet de palissage ou filet à ramer, est un type de filet utilisé en horticulture.

## Origine

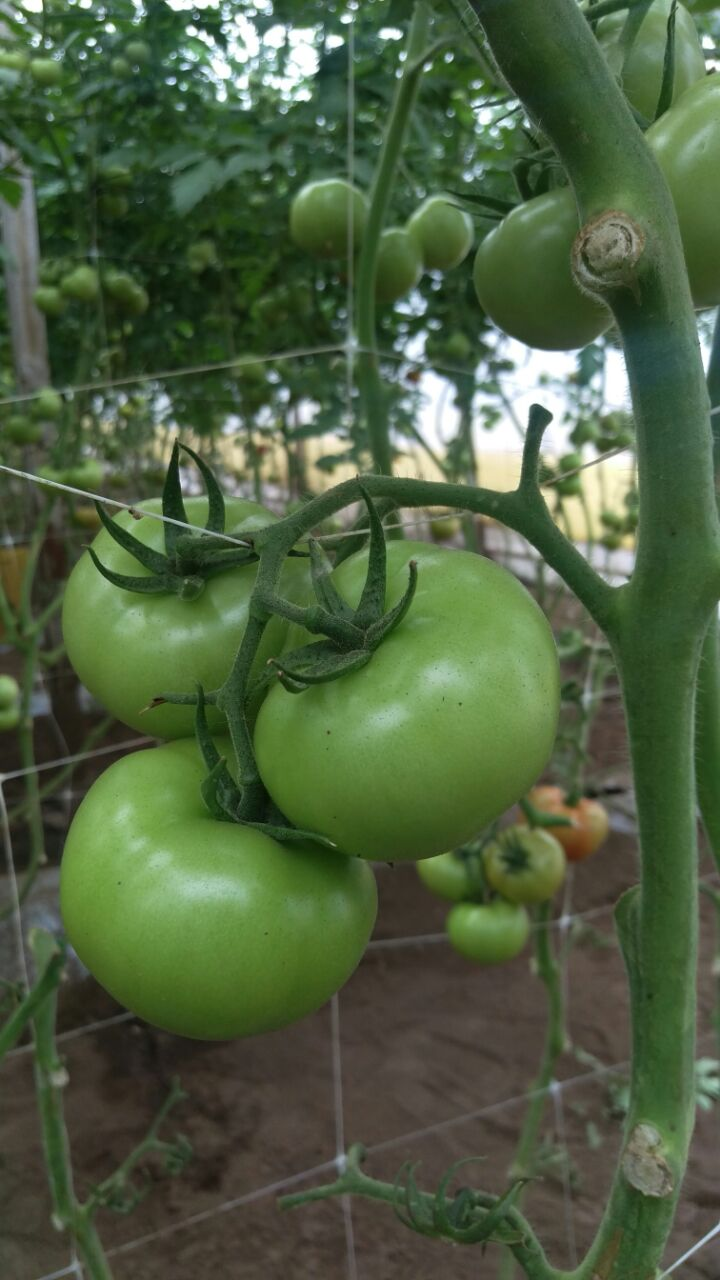
Quand le filet de palissage est utilisé, le pédoncule du fruit de la plante est chargé sur les carrés, empêchant ainsi que le même poids étouffe le fruit comme cela arrive souvent avec l'utilisation de raphia.

Depuis les années 1960 en Europe, a commencé l’utilisation d’un procédé d’extrusion de polypropylène qui produisait un treillis réticulé ou un filet rigide. Les principales usines ont été développées en Angleterre et en Italie, étant donné que ces deux pays étaient des leaders dans les technologies de la métallurgie et l’extrusion, puis au fil des années, cette technologie a été apportée à d'autres parties du monde jusqu'à aujourd'hui où il est très fréquent et commun de trouver des producteurs de ce type de produit basique.

## Description

### Étirage ou orientation moléculaire
Une fois obtenu le produit initial extrudé (en phase d’extrusion du polypropylene il est coloré et un stabilisateur contre les rayons UV est ajouté), puis il est transmis à une phase d'étirage, c’est ici où il donne une force au produit, avec l’alignement des molécules du polymère. Le produit est d'abord étiré transversalement dans l'eau chaude, puis longitudinalement dans un ramouse, le résultat final est un filet avec une grande résistance à la traction (50 à 70 kg/ml), d'un poids compris entre 6 et 9 g par mètre carré, et carré que, selon les capacités techniques de chaque producteur peut mesurer jusqu'à 30 × 30 cm.

### Tailles disponibles

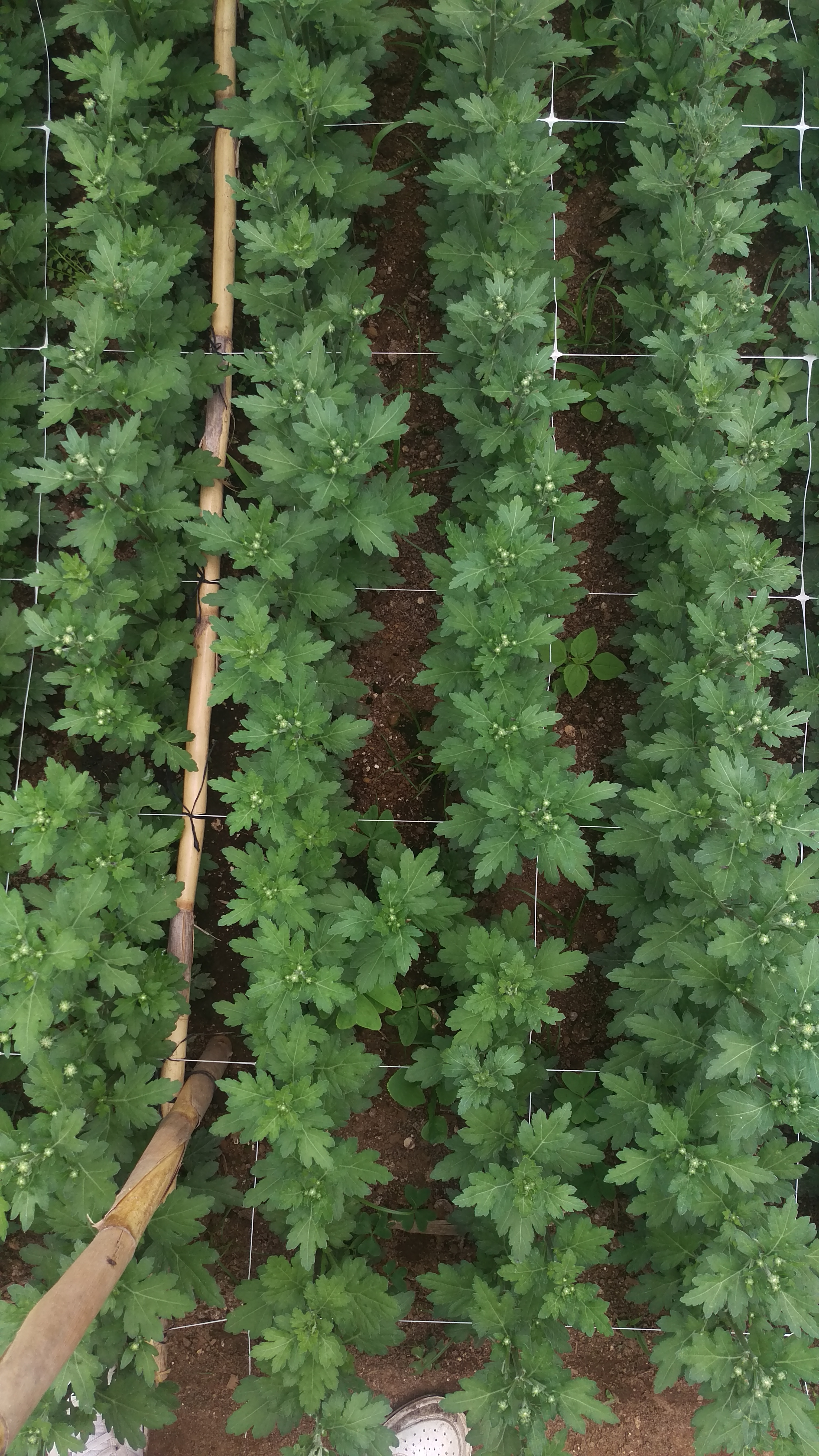
Quand le filet de palissage est utilisé pour les cultures des fleurs, il peut être installé horizontalement sur les lits plusieurs des couches ou vous pouvez monter en haut le filet avec la croissance de la plante.

Les carrés plus petits (de 10 à 18 cm) sont généralement utilisés pour le palissage horizontal de fleurs, en particulier des œillets et des chrysanthèmes parce qu'une taille qui soutienne verticalement la fleur pour empêcher la tige d'inclinaison et qui perde leur valeur commerciale est préférée, alors que les carrés de filet plus grands sont utilisés au soutien de légumes, en particulier des cucurbitacées, des solanacées et des légumineuses. La raison pour laquelle dans l'horticulture est préférable d'utiliser un carré plus large (qui simule un fil qui est installé manuellement avec du raphia) est de travailler deux rangées dans le même temps à partir d'un seul courtier, sans endommager le légume ou la plante au moment de tirer les fruits à la récolte ou de l’élagage du système foliaire.

## Floriculture
Le filet de fleurs est installé en plusieurs couches sur le lit de fleurs, dans le cours supérieur de la rainure, un système de bâtons ou de métal est placé, et il est utilisé pour étirer horizontalement les ensembles de mailles, tandis que tous les 1,5 à 2,5 mètres  des soutiens sont placés pour garder les différentes couches de treillis en sa place, pour aligner chaque couche du filet pour que les carrés soient alignés et pour que cela permette que les fleurs puissent croître droites.

## Horticulture

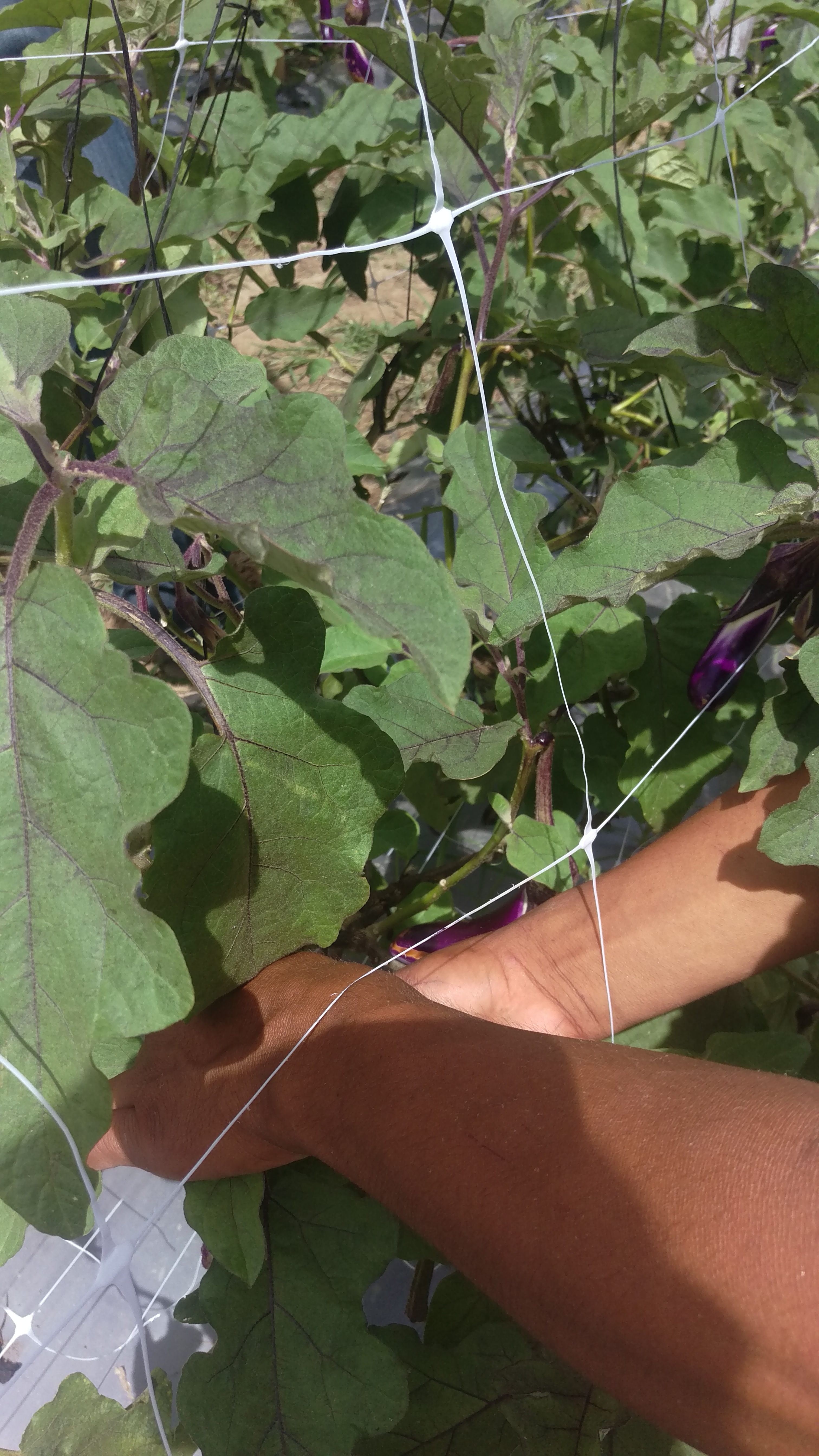
La facilité d’élaguer les plantes avec l’utilisation du filet avec des carrés de.

La grande majorité des applications horticoles du filet de palissage sont verticaux, mais ils sont également utilisés horizontalement. Lorsque l'utilisation est verticale, le filet de palissage ou pour palisser est fixé à une ligne de poteaux ou supports (en métal, en bois ou en bambou) dont la distance peut varier de 1,5  à   8 m (selon le type de culture, le type de sol, les conditions climatiques, etc.) où les en-têtes des rainures utilisent des pôles plus gros et de préférence ils portent un fil tenseur supérieur, lequel est ancré de chaque côté de la rainure et tendu entre bâton et chauve-souris. Une fois installés les poteaux (et dans de nombreux cas — où l'agriculteur choisit un plus grand soutien — le tendeur de fil supérieur) on procède à la mise en place du filet, en le déroulant de bâton à bâton et en tenant le poste et le fil tenseur (en utilisant une filetage de raphia plus petit). Cette opération nécessite généralement deux personnes par hectare et par jour. Il est conseillé d'installer le filet avant la transplantation ou la planture ou quelques jours après de la plantation directe pour éviter d'endommager la plante pendant la phase d'installation du filet de palissage ou le filet à ramer.
Selon la variété de cultures à palisser (déterminée ou indéterminée) des filets de différentes hauteurs sont utilisés (celles-ci varient de 50 cm à 3 m pour un placement dans la serre ou ombrières). Pour choisir la taille des mailles du treillis il faut prendre en considération le fait que ce ne soit pas placé justement dans le sol, mais entre 30  et   40 cm au-dessus de la rainure. Par exemple une maille de 1,5 m de haut, permettrait un treillis de 1,80  à   1,90 cm (et donc les poteaux ou bâtons devraient être d’une hauteur de 2,20 à 2,50 m), ce serait un exemple de taille idéal pour de nombreuses variétés de concombre en champ ouvert. La taille idéale du carré pour les concombres est 25 × 25 cm.
En serre, le filet peut être fixé à la structure de la serre et tomber dans la rainure, ce type d’installation peut nécessiter des filets de jusqu’à 3 m et est adapté pour des espèces indéterminées. Il convient de mentionner l'utilisation de filet de palissage avec des carrés grands (par exemple, de 25 × 25 cm) installé horizontalement sur les cultures de tomates ou les cultures de poivrons dans le champ ouvert, ils utilisent un système de palissage similaire à celui utilisé pour le palissage de fleurs. De cette façon, la plante se développe entre les carrés installés et les branches chargées de fruits retombent passivement sur els carrés en éliminant complètement la nécessité de la protection phytosanitaire des plantes.

## Phytosanté
Les changements climatiques causent des grandes ravages sur l'agriculture, des pluies abondantes et hors saison rendent les cultures traditionnellement « dans le sol » comme étaient le concombre ou le melon, ils nécessitent obligatoirement maintenant un support vertical qui permet une meilleure aération et une meilleure exposition au soleil de l’appareil de feuille, en réduisant l'incidence de la mycose causée par l'humidité emprisonnée entre les feuilles et le sol, et en empêchant également que le fruit soit en contact avec le sol, dû aux taches des fruits et à la diminution de sa valeur commerciale. Un autre aspect à prendre en considération au moment de décider le type de soutien pour les légumes, c’est l'incidence de la transmission des virus (par exemple le type du virus de la mosaïque de tabac) par voie mécanique à travers le même travailleur. Pour plus qu'un agriculteur veut mettre en œuvre une bonne maîtrise de la santé, en changeant de vêtements, en lavant les chaussures avec du chlore avant d'entrer dans la zone de culture, en trempant vos mains dans du lait, etc., c’est suffisant si un travailleur touche les plantes en bonne santé après d’avoir touché une cigarette ou une plante malade pour que la transmission du virus commence sa course exponentielle comme tout autre vecteur comme les pucerons ou les thrips.
Ainsi, contrairement au système de palissage avec du raphia, qui nécessite beaucoup de travail pour guider la plante avec le fil et maintenir-le manuellement, l’utilisation des filets de palissage diminue considérablement la nécessité d'un travailleur qui se promène entre les rangées et les rainures en manipulant les plantes. Les cucurbitacées cherchent naturellement leur point d'appui plus proche et les filets fournissent multiples points d'enchevêtrement grâce à sa structure quadrangulaire. En outre, dans le cas des Solanacées (notamment les tomates et les poivrons ou piments) on réagit une réduction considérable de la gestion de la planta avec l'installation du filet sur les deux côtés (ou en forme de V) de la plante tout au long de la rainure, ce qui crée un système de type sandwich qui soutient les plantes des deux côtés, ce qui permet aux nouvelles branches de tomber dans chaque carré du filet, sans avoir besoin d’investir beaucoup d'efforts dans le travail dans cette opération de la ligue, fixation ou du mouillage de la plante.

## Technique horticole

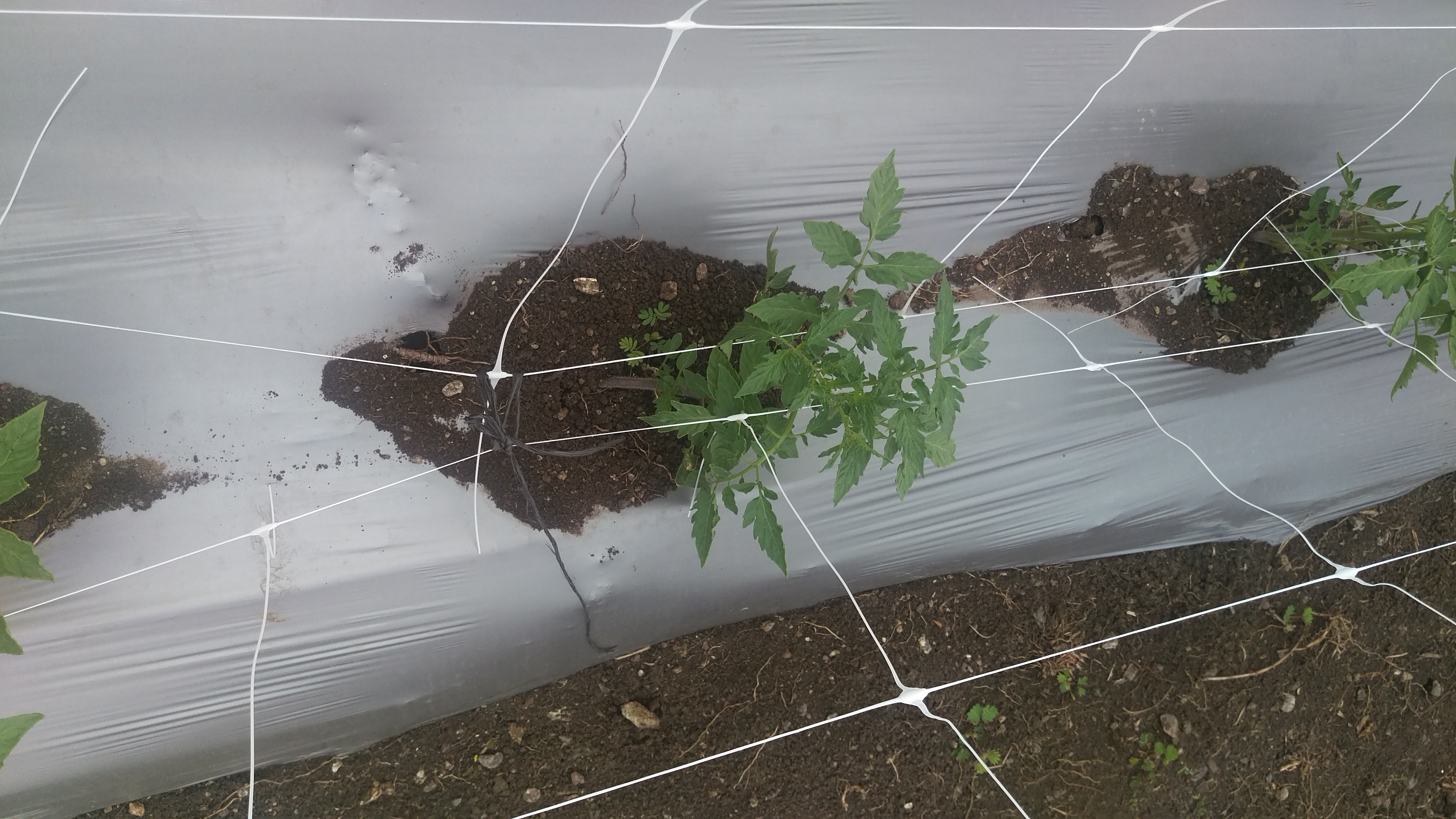
Détail de comment le pied du plant de tomate est lié, elle est petite encore, dans un système de double maille sur les deux côtés de la rainure. Ce système permet la réduction du main d’œuvre pour les travaux de directrices des branches en développement.

Chaque fois que la plante est traitée, élaguée ou liée au système de support vertical, un stress de quelques jours est causé. Au cours de cette période de réalignement et d'ajustement, au lieu de nourrir 100 % de ses fruits, la plante envoie ses éléments nutritifs au système de feuilles pour les exposer encore une fois au soleil et avec cela recevoir le montant maximum de la lumière. Au cours de ces travaux d'élagage et de guide manuel, la plante est exposée à l'infection virale, en particulier exposée à la virose, dû à la manipulation des travailleurs qui peuvent être sans le savoir, les transmetteurs des agents pathogènes mécaniquement, d'une plante à l’autre, comme tout vecteur comme les aleurodes ou les thrips.
Dans les cultures de certains légumes déterminées du type arbustif, telles que l'aubergine, la tomate, le piment, et le poivron, de nombreux agriculteurs ont décidé de palisser avec leurs rainures avec deux rangées de maille, un pour chaque côté de la rainure, en formant ainsi un système de culture où les branches de la plante viennent soutenues seules et sans être guidées manuellement. Avec ce système, le premier fil du carré au-dessous et près de la rainure est lié doucement (en laissant de 5 à 10 cm entre les deux mailles) avec le premier fil du filet à travers la plante (cette opération est faite lorsque la plante mesure encore moins de 40 cm). Avec la croissance de la plante, le filet est plus loin chaque fois (de 30 à 60 cm) de sorte que chaque branche supérieure reçoit le soutien nécessaire pour un développement végétatif complet.
Laisser la plante se développer à 360 degrés, permet aux pesticides de pénétrer jusqu’aux feuilles les plus intérieures de sorte que le chimique combat mieux le pathogène ciblé, et avec cela, réduire la récidive d’applications et s'approcher à une culture plus saine pour la consommation.

## Technique d'installation

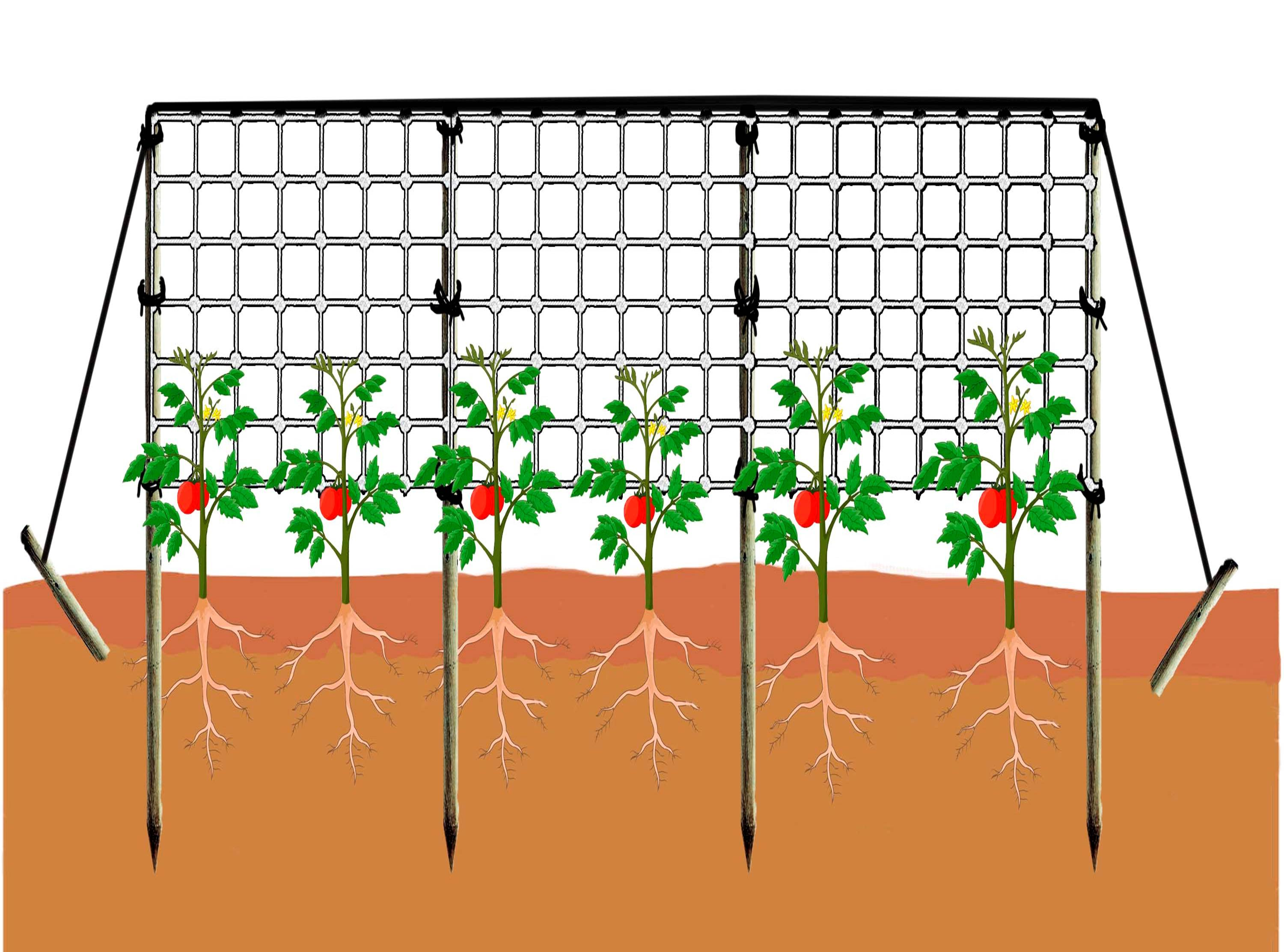
Les fils tenseurs supérieurs aident à maintenir le filet crispé.

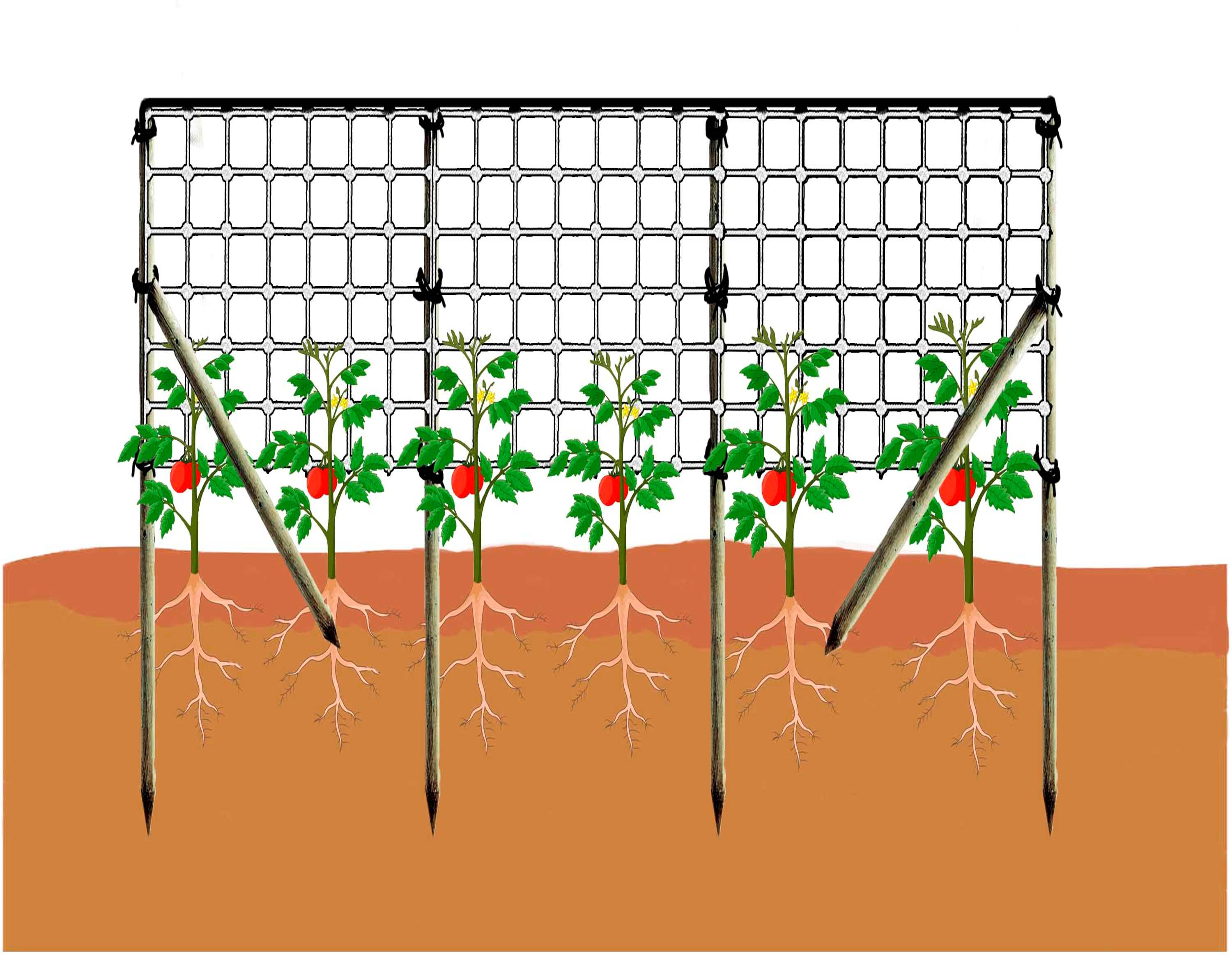
Détails de l’installation du filet de palissage avec des contre-bâtons.

Il existe différentes formes et variantes sur la façon d'installer les treillis de maille ou filet de palissage, l'une des façons comment il est possible d'installer un filet est la suivante :
1. Des pôles (également connus dans certaines régions comme des tiges) tout au long de la rainure, ils peuvent être placés à une distance de 1,5 à 8 m (la distance entre les poteaux dépend du type de culture et du type de sol) les pôles peuvent être des matériaux que plus convient à l’agriculteur (en bois, en bambou, en métal, etc.). La profondeur à laquelle les pôles ou bâtons sont enterrés peut varier entre 40 et 60 cm et dépendra surtout de la nature du sol et les conditions du vent, de la pluie, etc.
2. Des petites clôtures sont placés à la fin des deux extrémités de la gorge ou de la rainure, ces clôtures en conjonction avec un fil de tension (il est recommandée d’utiliser di fil métallique dans les cultures nécessitant d’un meilleur soutien comme : le melon ou la pastèque) ils serviront de point d'ancrage pour améliorer la tension des poteaux pou bâtons et ils fourniront plus fermement au treillis.
3. Le treillis ou filet de palissage peut être placé au niveau du sol, mais il est recommandé de le placer de 20 à 30 cm au-dessus du sol (car à cette hauteur, la plante commence à nécessiter un soutien pour ses branches), une fois que les bâtons ou poteaux sont placés, le filet se déroule au long de la rainure et avec du fil ou du raphia il est tendu pour supporter le poids du fruit (ils peuvent être également utilisés des sangles en plastique ou en autre matériau qui permet un bon maintien) et il est recommandé de lier le premier fil de tension avec le premier fil supérieur du filet.

### Avantages

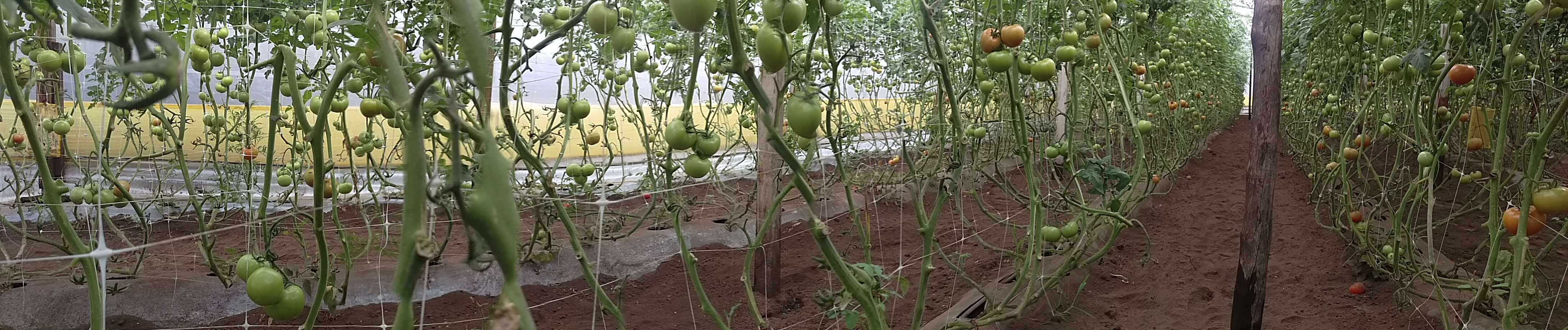
Dans le cas des cultures indéterminées de certaines variétés des tomates, des poivrons, des concombres ou des melons, on utilise le filet de palissage (ou treillis ou maillage espalier), en guidant la plante en haut (en treillissant les plantules entre les carrés ou en utilisant les clips pour palisser).

Une culture en espalier permet l'intensification de la culture, permet d’augmenter la densité de plantation dû à que la plante trouvera dans le filet sa surface de croissance verticale. En grandissant en haut, en plus de l'avantage déjà mentionné, l'exposition solaire et la ventilation, les plantes, les fleurs et les fruits sont protégés des traces accidentelles des travailleurs et aussi les pourcentages de pollinisation augmentent dû à que les fleurs sont plus exposées aux insectes pollinisateurs. Lorsque la plante est protégée d’accidents, on lui permet de prolonger la durée de sa vie et par conséquent le nombre de coupes et la performance commerciale.

### Réutilisation

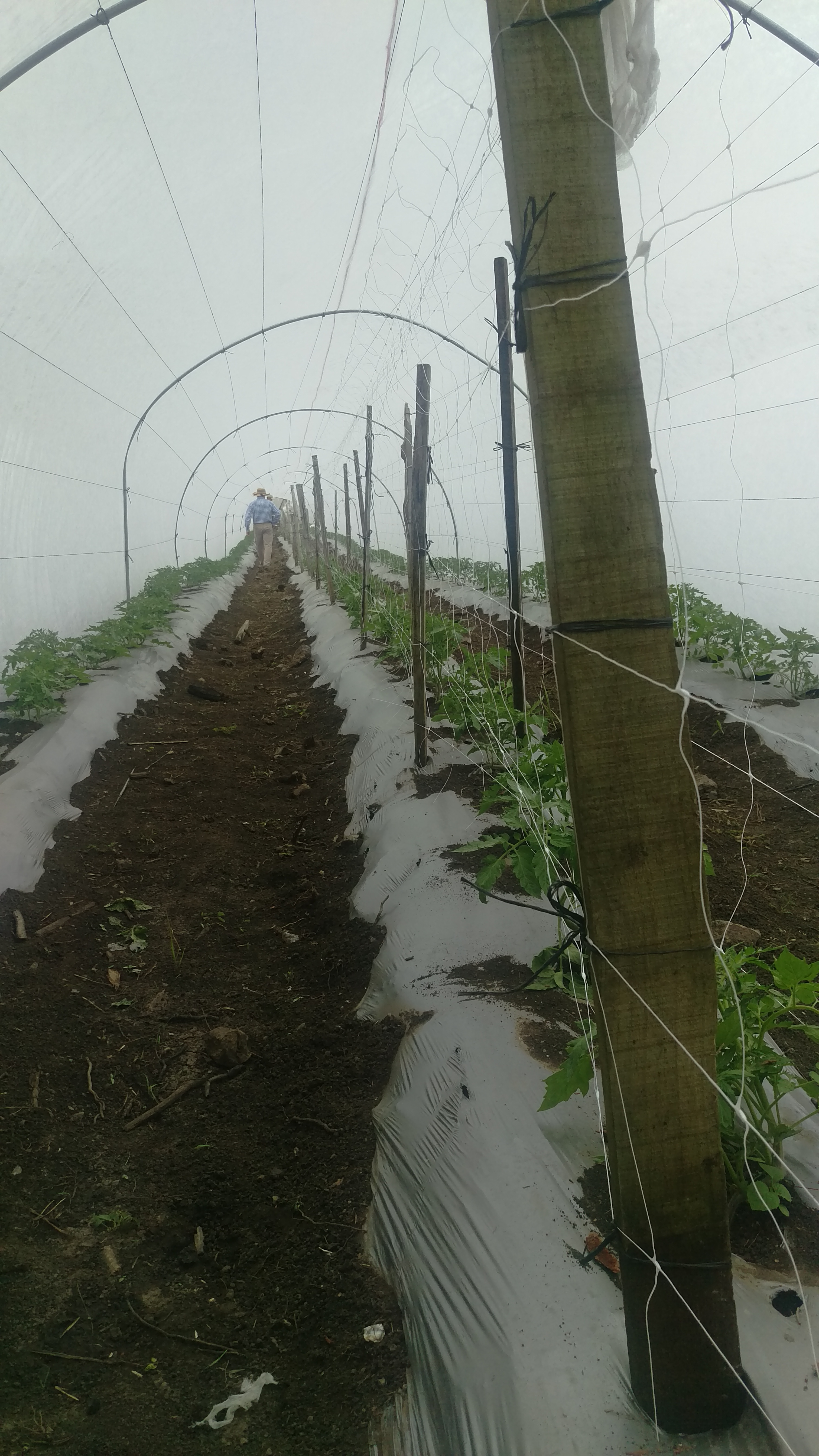
Il est recommandé d’installer le filet de palissage dans les deux côtés de la rainure dans le cas des solanacées, comme le tomate, le poivron, le chili ou l’aubergine, étant donné que leurs branches ont besoin de tomber sur un système de palissage pour pouvoir croitre pleinement.

Habituellement les treillages ou filets de palissage en polypropylène étirés sont réutilisables et ils ont une duration de plusieurs cycles de production ou de culture. Idéalement, on profite l’investissement générale dans tout le système de plantation du premier cycle (le rembourrage, les poteaux ou bâtons, l’irrigation, etc.) et d’alterner la plantation des solanacées ou des cucurbitacées avec un cycle des légumineuses pour réintégrer le nitrogène au sol. Si l'on suppose qu'il y a eu une bonne gestion phytosanitaire dans la culture précédente, et qu'il n'y a pas de colonies de parasites présentes, on peut procéder à couper à pied les plantes, et avec le cycle de séchage on peut procéder avec un cycle suivant de plantation. Dans quelques jours, les plantes précédentes peuvent être arrachées du treillis, en laissant le matériel végétal réintégré dans le sol, en lui enrichissant. En même temps, la nouvelle plantule ou la nouvelle graine est mise pour commencer sa croissance.

### Caractéristiques
Le polypropylène perd ses caractéristiques de tension et physiques étant recyclé ou étant exposé beaucoup de temps au soleil. Une bonne qualité de la matière vierge est remarquée par sa luminosité, tandis qu'un produit recyclé tend à être opaque ou légèrement brillant. Il est considéré que le filet doit supporter le poids et résister aux éléments naturels, donc il est judicieux de prendre attention sur le type de produit pour être utilisé comme treillis, étant donné qu’avec le temps même un produit fabriqué avec une matière vierge perd sa résistance mécanique et au soleil, ce qui pourrait compromettre les résultats de la culture. Une dernière observation ou détail est de bien considérer la couleur du file de palissage ou treillis. La couleur conseillée est le blanc parce qu’il est le plus visible pendant les heures de l’élagage et la récolte, et il sera guère soumis à des coupages accidentelles, à différence des couleurs noires et vertes qui se cachent souvent dans le feuillage de la plante.

### Variations
Ce filet peut être connu dans diverses parties du monde avec d'autres noms comme : le filet à ramer, maillage espalier, maillage pour palisser, treillis pour palissade, treillis, maillage pour tomate, maillage pour concombre.

## Galerie

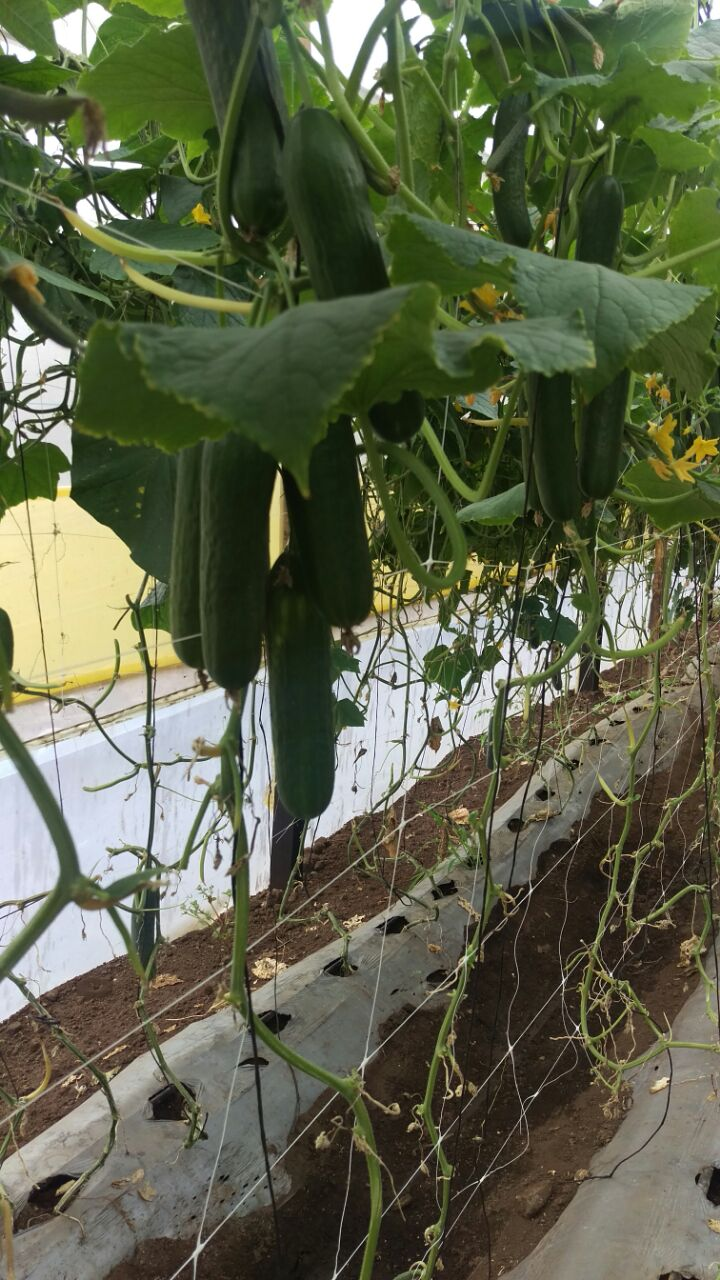
Filet de palissage en concombre.
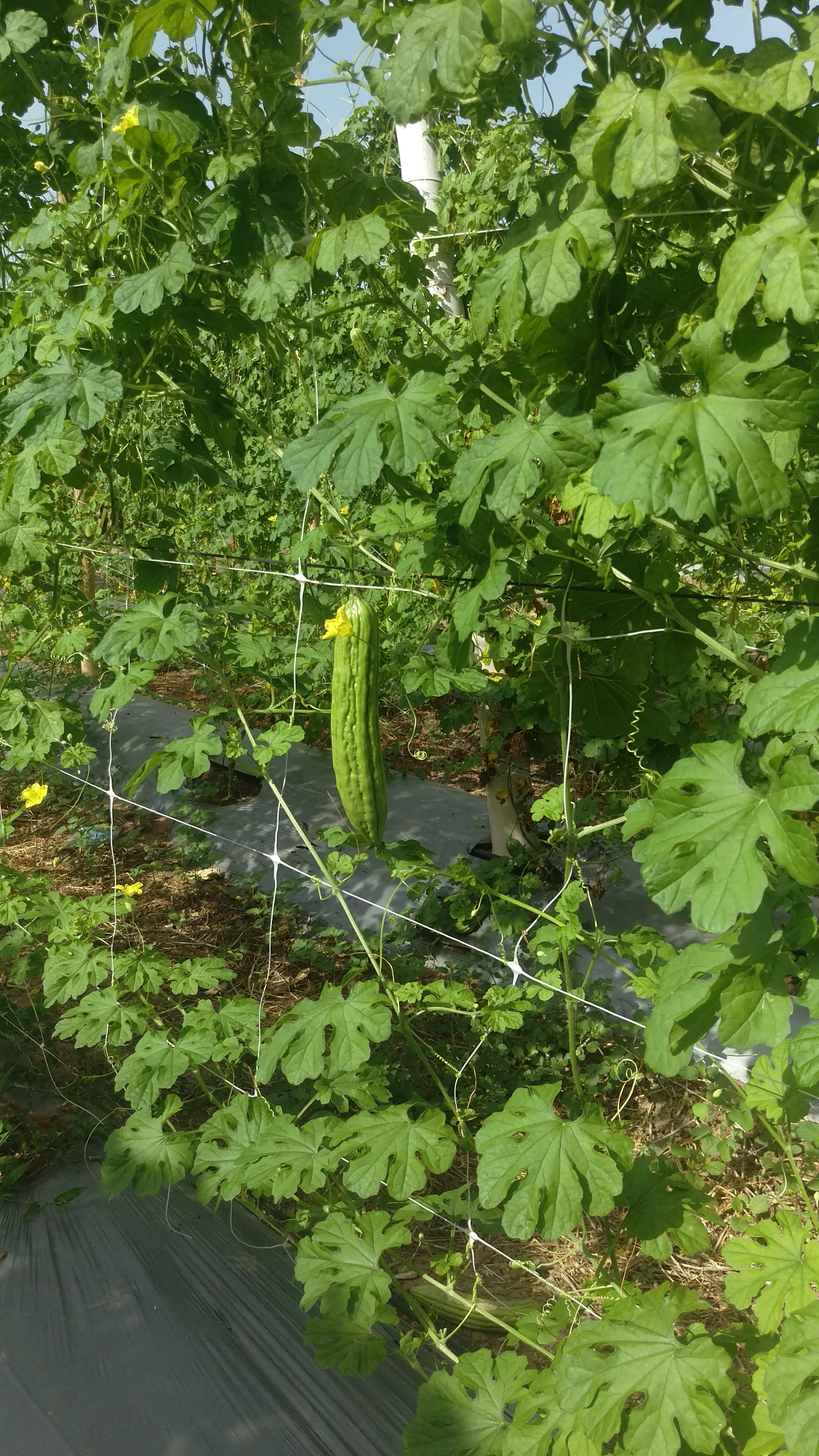
Les cucurbitacées se développent pleinement quand un système de support est utilisé, étant donné que leurs guides cherchent à se positionner sur le chemin. Un système adapté de support vertical améliore les conditions phytosanitaires et augmente la rentabilité de chaque culture.
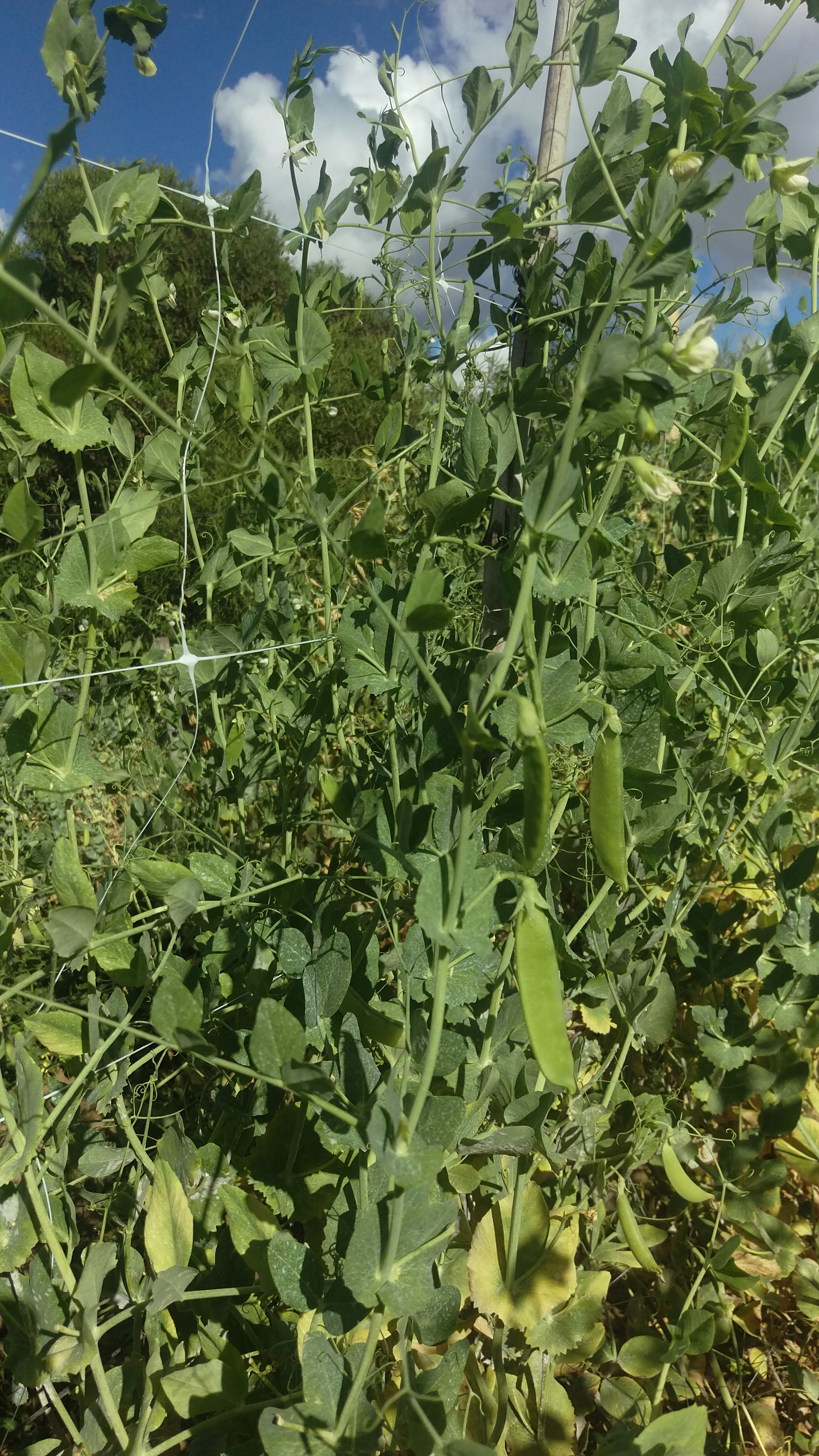
Vesce snow pea avec du filet de palissage.